# Isle of Man TT 1935
De Isle of Man TT 1935 was de vierentwintigste uitvoering van de Isle of Man TT. Ze werd verreden op de Snaefell Mountain Course, een stratencircuit op het eiland Man.

## Algemeen
| 1935 | - Nieuw ronderecord (86,53 mph) in de Senior TT (Stanley Woods, Moto Guzzi Bicilindrica 500) - Eerste inzet van travelling marshals - Pitcrew mag helpen bij reparaties |

Voor de race van 1935 werd de weg verbreed bij de Highlander, Laurel Bank, Glen Helen en bij Brandywell, waar ook een schaapshek werd verwijderd. Door op buitenlandse machines aan te treden maakte Stanley Woods zich niet populair bij het Britse publiek. In 1934 was hij al naar Husqvarna gegaan, maar in 1935 reed hij voor Moto Guzzi, juist in de tijd dat de spanning tussen het Verenigd Koninkrijk en het regime van Benito Mussolini te snijden was. Mussolini werd gehaat vanwege zijn expansiedrang richting Abessynië die uiteindelijk leidde tot de Tweede Italiaans-Ethiopische Oorlog. Woods bracht de jonge Omobono Tenni mee naar Man. Na de dood van Syd Crabtree in 1934 waren de regels voor het rijden in slecht weer aangescherpt. Daarom werd de Senior TT pas op zaterdag 22 juni verreden en werd er voor het eerst gebruikgemaakt van travelling marshals. Er vielen desondanks weer twee slachtoffers: tijdens de Junior TT viel John MacDonald bij Union Mills tijdens de Lightweight TT viel Doug Pirie bij de 33e mijlpaal.

## Senior TT
Zaterdag 22 juni, zeven ronden (425 km), motorfietsen tot 500 cc.
De Senior TT werd beslist door een foutieve beslissing van het team van Norton en de slimme tactiek van Moto Guzzi. Norton-rijder Jimmie Guthrie was een kwartier voor Stanley Woods gestart, waardoor het al moeilijk was om hun vorderingen te vergelijken. Bij het ingaan van de laatste ronde begon men in de pit van Moto Guzzi voorbereidingen te treffen voor een tankstop van Woods. Guthrie had toen al 26 seconden voorsprong en kreeg van zijn team het sein om rustig aan te doen. Woods stoof de TT Grandstand echter op volle snelheid voorbij en begon aan een absolute recordronde. Norton belde naar het seinstation in Ramsey om Guthrie te waarschuwen, maar dat hielp niet meer. Toen Guthrie over de finish kwam dacht hij gewonnen te hebben, maar de gezichten van zijn pitcrew stonden op onweer. Men moest een kwartier wachten tot Woods over de streep kwam, vier seconden sneller dan Guthrie.
| Pos | Coureur                 | Merk          | Tijd      | Snelheid  |
| --- | ----------------------- | ------------- | --------- | --------- |
| 1   | Stanley Woods           | Moto Guzzi    | 3:07"10'0 | 84,69 mph |
| 2   | Jimmie Guthrie          | Norton        | 3:07"14'0 | 84,65 mph |
| 3   | Walter Rusk             | Norton        | 3:09"45'0 | 83,53 mph |
| 4   | John Duncan             | Norton        | 3:16"48'0 | 80,54 mph |
| 5   | Oskar Steinbach         | NSU           | 3:23"09'0 | 78,02 mph |
| 6   | Ted Mellors             | NSU           | 3:30"32'0 | 75,34 mph |
| 7   | Jack Williams           | Vincent-HRD   | 3:30"26'0 | 75,26 mph |
| 8   | C. Barrow               | Royal Enfield | 3:32"25'0 | 74,62 mph |
| 9   | Noel Christmas          | Vincent-HRD   | 3:34"21'0 | 73,94 mph |
| 10  | Harry Charles Lamacraft | Velocette     | 3:36"39'0 | 73,16 mph |
| 11  | Manliff Barrington      | Vincent-HRD   | 3:39"58'0 | 72,06 mph |
| 12  | N. Croft                | Vincent-HRD   | 3:42"42'0 | 71,17 mph |
| 13  | L. Courtnay             | Vincent-HRD   | 3:46"13'0 | 70,07 mph |
| 14  | Bill Beevers            | Norton        | 3:50"19'0 | 68,82 mph |

| Coureur          | Merk    | Oorzaak |
| ---------------- | ------- | ------- |
| Harold Daniell   | AJS     |         |
| Jimmy Lind       | Rudge   |         |
| George Rowley    | AJS     |         |
| Chris Tattersall | Norton  |         |
| Jock West        | Triumph |         |

## Junior TT
Maandag 17 juni, zeven ronden (425 km), motorfietsen tot 350 cc.
De week begon goed voor Norton, met de Norton CJ1's van Jimmie Guthrie, Walter Rusk en John ("Crasher") White op de eerste drie plaatsen. In de derde ronde verongelukte John MacDonald in Union Mills.
| Pos | Coureur                 | Merk      | Tijd      | Snelheid  |
| --- | ----------------------- | --------- | --------- | --------- |
| 1.  | Jimmie Guthrie          | Norton    | 3:20"16'0 | 79,14 mph |
| 2   | Walter Rusk             | Norton    | 3:21"22'0 | 78,71 mph |
| 3   | John White              | Norton    | 3:22"42'0 | 78,19 mph |
| 4   | Doug Pirie              | Velocette | 3:24"01'0 | 77,69 mph |
| 5   | Ernie Nott              | Velocette | 3:24"20'0 | 77,57 mph |
| 6   | Ernie Thomas            | Velocette | 3:24"57'0 | 77,34 mph |
| 7   | John Duncan             | Norton    | 3:27"03'0 | 76,55 mph |
| 8   | Harold Daniell          | AJS       | 3:27"52'0 | 76,25 mph |
| 9   | Les Archer              | Velocette | 3:27"54'0 | 76,24 mph |
| 10  | Henry Tyrell-Smith      | AJS       | 3:30"45'0 | 75,21 mph |
| 11  | Noel Christmas          | Velocette | 3:33"21'0 | 74,29 mph |
| 12  | Harry Charles Lamacraft | Velocette | 3:36"17'0 | 73,28 mph |
| 13  | George Rowley           | AJS       | 3:37"11'0 | 72,98 mph |
| 14  | A. Tyler                | Velocette | 3:37"18'0 | 72,94 mph |
| 15  | Jock West               | NSU       | 3:39"32'0 | 72,20 mph |
| 16  | W. Tiffen Jr.           | Velocette | 3:40"49'0 | 71,78 mph |
| 17  | Norman Gledhill         | Velocette | 3:42"49'0 | 71,19 mph |
| 18  | A. Kellas               | Velocette | 3:46"30'0 | 69,98 mph |
| 19  | Svend-Aage Sørensen     | Excelsior | 3:53"38'0 | 67,84 mph |

| Coureur            | Merk      | Oorzaak |
| ------------------ | --------- | ------- |
| Manliff Barrington | Excelsior |         |
| John MacDonald     | Norton    | Val (†) |
| Ted Mellors        | NSU       |         |
| Oskar Steinbach    | NSU       |         |

## Lightweight TT
Woensdag 19 juni, zeven ronden (425 km), motorfietsen tot 250 cc.
In de Lightweight TT hield Omobono Tenni, totaal onbekend met het 60 km lange parcours, lang stand kort achter Woods. Hij werd in de vijfde ronde echter verrast door een mistbank bij de 32e mijlpaal en viel. Hij reed verder, maar viel opnieuw bij Creg-ny-Baa, waarbij hij een marshal raakte en een rugwervel brak. Woods won de Lightweight TT met een Moto Guzzi Monoalbero 250. In de vijfde ronde verongelukte Doug Pirie bij de 33e mijlpaal.
| Pos | Coureur            | Merk         | Tijd      | Snelheid  |
| --- | ------------------ | ------------ | --------- | --------- |
| 1   | Stanley Woods      | Moto Guzzi   | 3:41"29'0 | 71,56 mph |
| 2   | Henry Tyrell-Smith | Rudge        | 3:44"17'0 | 70,67 mph |
| 3   | Ernie Nott         | Rudge        | 3:48"30'0 | 69,37 mph |
| 4   | Ginger Wood        | New Imperial | 3:49"27'0 | 69,08 mph |
| 5   | J. Williams        | Rudge        | 4:01"42'0 | 65,58 mph |
| 6   | Charlie Manders    | Excelsior    | 4:05"06'0 | 64,67 mph |
| 7   | Arthur Geiss       | DKW          | 4:06"36'0 | 64,27 mph |
| 8   | J. Burney          | Moto Guzzi   | 4:10"20'0 | 63,32 mph |
| 9   | L. Hill            | Rudge        | 4:15"51'0 | 61,95 mph |
| 10  | S. Smith           | Excelsior    | 4:22"10'0 | 60,46 mph |
| 11  | D. Fairweather     | Cotton       |           |           |

| Coureur            | Merk         | Oorzaak |
| ------------------ | ------------ | ------- |
| Les Archer         | New Imperial |         |
| Manliff Barrington | Excelsior    |         |
| Bob Foster         | New Imperial |         |
| Paddy Johnston     | Cotton       |         |
| Ted Mellors        | Cotton       |         |
| Doug Pirie         | New Imperial | Val (†) |
| Oskar Steinbach    | DKW          | Koeling |
| Chris Tattersall   | CTS          |         |
| Omobono Tenni      | Moto Guzzi   | Val     |
| Walfried Winkler   | DKW          |         |

## Trivia

### Wal Handley
Wal Handley verwondde zijn duim bij het vervangen van een ketting tijdens de trainingen, waardoor hij niet kon starten. Hij besloot daarop zijn carrière te beëindigen en zich te richten op het racen met auto's.

### Stanley Woods
Stanley Woods kon eindelijk weer racen nadat hij tijdens de TT van Assen van 1934 een handwortelbeentje gebroken had.

### Filmopnamen
Al tijdens de trainingen, op 15 juni, begon Associated Talking Pictures met de opnamen voor de film No Limit van regisseur Monty Banks. Er werd niet rijdend gefilmd: men maakte opname met Florence Desmond bij Douglas Beach, White City, Douglas Head Road, the Palace Ballrooms en de Douglas Camera Obscura. Florence Desmond bleef om de races te bekijken, samen met andere beroemdheden, zoals de Hertog van Richmond en baron Fritz von Falkenhayn, de directeur van NSU.
1907 · 1908 · 1909 · 1910 · 1911 · 1912 · 1913 · 1914 · Eerste Wereldoorlog · 1920 · 1921 · 1922 · 1923 · 1924 · 1925 · 1926 · 1927 · 1928 · 1929 · 1930 · 1931 · 1932 · 1933 · 1934 · 1935 · 1936 · 1937 · 1938 · 1939 · Tweede Wereldoorlog · 1947 · 1948 · 1949 · 1950 ·1951 · 1952 · 1953 · 1954 · 1955 · 1956 · 1957 · 1958 · 1959 · 1960 · 1961 · 1962 · 1963 · 1964 · 1965 · 1966 · 1967 · 1968 · 1969 · 1970 · 1971 · 1972 · 1973 · 1974 · 1975 · 1976 · 1977 · 1978 · 1979 · 1980 · 1981 · 1982 · 1983 · 1984 · 1985 · 1986 · 1987 · 1988 · 1989 · 1990 · 1991 · 1992 · 1993 · 1994 · 1995 · 1996 · 1997 · 1998 · 1999 · 2000 · 2002 · 2003 · 2004 · 2005 · 2006 · 2007 · 2008 · 2009 · 2010 · 2011 · 2012 · 2013 · 2014